# El señor Rossi busca la felicidad
El señor Rossi busca la felicidad (título original en italiano: Il signor Rossi cerca la felicità) es una película de animación de 1976 producida y dirigida por Bruno Bozzetto. En Italia la película fue lanzada en 1976 mientras que en España salió en 1983 que fue un gran éxito tanto en España como en Italia, pero también en Alemania Occidental.

## Doblaje en España
- Señor Rossi: Antolín García
- Gastone y guardia del castillo: Luis García Vidal
- Hada Sicura: ?
- Varios personaje: Eduardo Calvo
- Vendedor de entradas, gladiador y papagayo: Pedro Sempson
- Centurión romano: Enrique Cazorla
- Robin de los Bosques: Juan Carlos Ordóñez
- Señor Hongo: Fernando Chinarro
- Pinocho y Gato con botas: José Carabias
- Blancanieves: Marta Garcìa
- Bruja: Ana Dìaz Plana
- Policía espacial: Eduardo Moreno
- Narrador: Teófilo Martínez